# Jonathan Trelawny
Sir Jonathan Trelawny (Pelynt (Cornualla), 24 de març de 1650 - Chelsea, 19 de juliol de 1721) fou un bisbe anglicà, 3r baronet de Trelawny, famós pel seu posicionament contra el rei a la Revolució Gloriosa, que va inspirar una cançó popular considerada l'himne de Cornualla.

## Inicis
Tercer fill del 2n baronet Jonathan Trelawny i de Mary Seymour, fou ordenat sacerdot el 1673. Conjuntament amb el seu germà, el general Charles Trelawny, va ajudar a sufocar les rebel·lions dels nobles contra la corona. El rei Jaume II, en agraïment, el va fer cavaller i el va promoure a bisbe de Bristol el 1685.

## Canvi de bàndol
Malgrat la seva lleialtat a la corona, Trelawny va ésser un dels set bisbes que es van posicionar en contra de la Declaració d'Indulgència de 1687, on el rei garantia la tolerància religiosa amb els catòlics. Els bisbes foren empresonats a la Torre de Londres durant tres setmanes, jutjats i absolts. Aquests fets van donar lloc a la Revolució Gloriosa.
El 1688, amb l'entronització del protestant Guillem III, va esdevenir bisbe d'Exeter i el 1707 de Winchester. Va morir el 1721 i és enterrat a la seva vila natal.

## El seu fill
Del seu matrimoni amb Rebecca Hele va tenir dotze fills, el quart dels quals, Henry Trelawny va participar en la Guerra de Successió Espanyola, en la defensa de Barcelona del setge de 1705.

## L'himne
Trelawny també és conegut per ser el protagonista de la cançó “The Song of the Western Men” (La cançó dels homes de l'oest), composta el 1825 per R. S. Hawker, vicari de Morwenstow, en memòria dels fets de 1688, que es considera l'himne de Cornualla i que, a la tornada, hi diu: “And shall Trelawny die?” (I Trelawny morirà?) i és coneguda per aquest nom o simplement per “Trelawny”.